# Fredrik Gjesbakk
Fredrik Gjesbakk (* 15. September 1992 in Trondheim) ist ein norwegischer Biathlet.

## Karriere

### Anfänge
Fredrik Gjesbakk startete 2014 in Ruhpolding erstmals im IBU-Cup. Dort erreichte er in seinem zweiten Rennen, mit einem siebten Platz, sofort eine Top-Ten-Platzierung. In der folgenden Saison startete Gjesbakk nicht. In der Saison 2015/16 nahm er nur in zwei IBU-Cuporten an Rennen teil und erreichte im Einzel-Rennen in Osrblie erneut einen siebten Platz.

### Saison 2016/17 – Erster Weltcupeinsatz
In der folgenden Saison nahm Gjesbakk an fast allen Rennen teil und erreichte durch seine guten Platzierung in der Gesamtwertung den sechsten Platz. Im Sprint in Ridnaun gelang ihm sein erster Sieg im IBU-Cup, außerdem belegt er drei weitere Podestplätze in der Saison. In Nové Město und in Pyeongchang nahm er an je einem Rennen des Biathlon-Weltcups teil und landete deutlich außerhalb der Punkteränge. Aufgrund seines sechsten Platzes in der Gesamtwertung des IBU-Cups erhielt der norwegische Verband einen zusätzlichen Startplatz beim Saisonfinale des Weltcups in Oslo. Dort konnte Gjesbakk sich mit einem 25. Platz im Sprint und einem 20. Platz in der Verfolgung als letzter Starter für den Massenstart qualifizieren. Im Massenstart erreichte er den 23. Rang.
Bei den Europameisterschaften 2017 in Duszniki-Zdrój erzielte Gjesbakk zwei Top-Ten-Ergebnisse in Sprint und Verfolgung und einen zwölften Platz im Einzel-Rennen. Im Mixed-Staffelrennen gewann er mit Karoline Erdal, Marion Rønning Huber und Erlend Bjøntegaard die Silbermedaille.

### Saison 2017/18 – Zweiter im Gesamt-IBU-Cup
In der Saison 2017/18 startete Gjesbakk überwiegend im IBU-Cup. Dort konnte er bis zu den Europameisterschaften 2018 fünf Podestplätz erreichen, gewann allerdings kein Rennen. An den letzten Weltcuprennen des Jahres 2017 in Annecy nahm er teil. Dort erreichte mit einem siebten Platz im Sprint sein bestes Weltcupergebnis. Aufgrund dessen, dass er in der anschließenden Verfolgung nur 39. wurde, konnte er sich nicht für den Massenstart qualifizieren.
Bei den Europameisterschaften in Ridnaun erreichte  Gjesbakk, wie im Vorjahr, den siebten Platz in der Verfolgung, nachdem er im Sprint 20. wurde. Im Einzel belegte er den 24. Platz. Im Mixed-Staffelrennen gewann er mit Emilie Ågheim Kalkenberg, Kaia Wøien Nicolaisen und Håvard Bogetveit die Bronzemedaille.
Nach den Europameisterschaften konnte er in beiden folgenden Rennen im IBU-Cup jeweils ein Top-Ten-Ergebnisse erzielen. Bei den restlichen Rennen dieser Saison kam er allerdings in keinem Rennen über den elften Platz hinaus. Aufgrund seiner guten Vorleistungen erreichte er dennoch den 2. Platz in der Gesamtwertung des IBU-Cups. Dieser bescherte ihm, wie im Vorjahr, einen Startplatz beim Weltcupfinale. Im Sprint wurde er aber nur 69. und konnte sich damit nicht für die Verfolgung qualifizieren. Durch seinen guten Sprint in Annecy erreichte er dennoch den 51. Platz in der Sprintwertung.

## Statistik

### Biathlon-Weltcup-Platzierungen
Die Tabelle zeigt alle Platzierungen (je nach Austragungsjahr einschließlich Olympische Spiele und Weltmeisterschaften).
- 1.–3. Platz: Anzahl der Podiumsplatzierungen
- Top 10: Anzahl der Platzierungen unter den ersten zehn (einschließlich Podium)
- Punkteränge: Anzahl der Platzierungen innerhalb der Punkteränge (einschließlich Podium und Top 10)
- Starts: Anzahl gelaufener Rennen in der jeweiligen Disziplin
- Staffel: inklusive Mixed- und Single-Mixed-Staffeln

| Platzierung              | Einzel | Sprint | Verfolgung | Massenstart | Staffel | Gesamt |
| ------------------------ | ------ | ------ | ---------- | ----------- | ------- | ------ |
| 1. Platz                 |        |        |            |             |         |        |
| 2. Platz                 |        |        |            |             |         |        |
| 3. Platz                 |        |        |            |             |         |        |
| Top 10                   |        | 1      |            |             |         | 1      |
| Punkteränge              |        | 2      | 2          | 1           |         | 5      |
| Starts                   |        | 6      | 2          | 1           |         | 9      |
| Stand: 31. Dezember 2021 |        |        |            |             |         |        |

### Biathlon-Europameisterschaften
| Europameisterschaft | Europameisterschaft | Einzelwettbewerbe | Einzelwettbewerbe | Einzelwettbewerbe | Einzelwettbewerbe | Staffelwettbewerbe | Staffelwettbewerbe   |
| Jahr                | Ort                 | Einzel            | Sprint            | Verfolgung        | Massenstart       | Mixedstaffel       | Single-Mixed-Staffel |
| ------------------- | ------------------- | ----------------- | ----------------- | ----------------- | ----------------- | ------------------ | -------------------- |
| 2016                | Tjumen              |                   | DNS               | –                 | –                 | –                  | –                    |
| 2017                | Duszniki-Zdrój      | 12.               | 10.               | 7.                |                   | 2.                 | –                    |
| 2018                | Ridnaun             | 24.               | 20.               | 7.                |                   | 3.                 | –                    |